# Classe Campbell
Classe Campbell, folkbokförd Claes-Erik Harald Campbell, född 5 november 1910 i Göteborgs Haga församling, död 27 mars 1987 i Ljungarums församling i Jönköping, var en svensk målare och grafiker.

## Biografi
Classe Campbell var son till banktjänstemannen Erik Lundgren Campbell och dansläraren May Wennström samt brorson till konstnären Egron Campbell och etnologen och tecknaren Åke Campbell.
Han började måla 1928, studerade för Otte Sköld 1931–1932, på Valands konstskola i Göteborg 1933 och 1935 samt för Isaac Grünewald på Konsthögskolan 1937. Studier bedrevs också vid resor till Danmark, Norge och Paris.
Classe Campbell hade separatutställningar i Skara och Lidköping 1937, Stockholm och Jönköping 1943, Göteborg 1940 och 1944. År 1950 gjorde han väggmålningen "Ungdom" i Ljungarumsskolans trapphall i Jönköping. Han är representerad vid Linköpings museum, Borås konstmuseum och Jönköping läns museum.
Åren 1933–1967 var han gift med konstnären Pia Hesselmark-Campbell (född 1910) och från 1974 med Fitina Campbell (född 1941). Tillsammans med första hustrun fick han fem barn: Maria (född 1934), Johan (1937–2004), Christina (född 1940), Per (1944–2005) och Lars (född 1946). Dessutom hade han sonen Dag (1932–2021) med sin trolovade Viola Stenfelt. Vid en utställning i Gränna 2013 visades verk av Classe Campbell och fyra andra familjemedlemmar, nämligen första hustrun, döttrarna Maria Campbell och Christina Campbell samt sonen Per Campbell.